# Poul Michelsen
Poul Johan Sundberg Michelsen (22. juli 1944 i Tórshavn) er en færøsk forretningsmand og politiker (Framsókn, tidligere Fólkaflokkurin).

## Baggrund og erhvervskarriere
Han er uddannet indenfor handel og erhvervsliv og etablerede en dagligvarebutik i kælderen hjemme hos sig selv i 1974. Forretningen voksede med årene, og i 1977 blev firmaet gjort om til et aktieselskab, P/F Poul Michelsen. I 1979 åbnede han dagens engrosvirksomhed på ca. 5.200 m². Michelsen er i dag fortsat administrerende direktør og bestyrelsesmedlem i P/F Poul Michelsen, der har ca. 50 ansatte.
Michelsen er finsk generalkonsul på Færøerne. Han er gift med forfatteren Sólrún Michelsen., og svigerfar til erhvervsmanden og partifællen Jákup Sverri Kass.

## Politisk karriere
Michelsen var medlem af Fólkaflokkurin i ca. 40 år frem til 2010, da han meldte sig ud i protest mod partiets kurs, som han mente gik i modsat retning af partiets værdier. Han var kendt som betydeligt mere liberal i både sociale og økonomiske spørgsmål, og radikal i selvstyrespørgsmålet, end hans partikolleger før han meldte sig ud. I et interview med Sosialurin rettede han skarp kritik mod det han opfattede som partiets vægring mod reformer. Michelsen gik også ud mod navngivne enkeltpersoner i hans eget parti, især en lille kreds omkring Anfinn Kallsberg, som han mente forhindrede flere reformer, som det tidligere havde været solidt flertal for i partiet.
Michelsen kom for alvor ind i færøsk politik i 1981, da han blev Tórshavns borgermester. Han blev valgt til Lagtinget fra Suðurstreymoy ved 1984 og var medlem af Lagtingets miljøudvalg 1984–1986, medlem af Lagtingets finansudvalg 1986–1988, medlem af Lagtingets erhvervsudvalg 1988–1990 og medlem av Lagtingets justitsudvalg 1988–1990. Han forblev lagtingsmedlem og borgermester frem til henholdsvis 1990 og 1992. Michelsen har på ny været valgt til Lagtinget siden 2002. Han er medlem af Lagtingets justitsudvalg fra 2002 og medlem af Lagtingets delegation til Vestnordisk Råd fra 2004. Michelsen var formand for Lagtingets specialudvalg for grundlovsforslaget, hvor han fortsat er medlem.
9. marts 2011 var han med til at etablere partiet Framsókn, som han beskrev som "et liberalt nationalparti". Stiftelsesmødet samlede ca. 120 personer, altså flere end til de store partiers landsmøter. Framsókn er tilhængere af løsrivelse fra Danmark, markedsliberalt og reformorienteret. Michelsen er partiets formand og parlamentariske leder. I 2011 blev Michelsen indvalgt på Lagtinget for partiet sammen med Janus Rein. Rein valgte dog at forlade partiet den 13. november 2012 og blev løsgænger og året efter blev han medlem af Fólkaflokkurin. Framsókn mistede dermed det ene af sine to lagtingsmedlemmer et år efter valget.
Ved lagtingsvalget 2015 fik Framsókn to mandater valgt, Michelsen blev genvalgt med 669 personlige stemmer og Hanna Jensen blev valgt for første gang. Partiet blev en del af den nye regering og Michelsen blev Udenrigs- og Erhvervsminister. Han var Lagtingets ældste medlem, som blev valgt, og derfor åbnede han Lagtingets første møde.

## Lagtingsudvalg
- 2011-2015 medlem af Kulturudvalget
- 2008–2011 medlem af Justitsudvalget
- 2004–2008 medlem af Justitsudvalget
- 2002–2004 medlem af Justitsudvalget
- 1988–1990 medlem af Erhvervsudvalget
- 1988–1990 medlem af Justitsudvalget
- 1986–1988 medlem af Finansudvalget
- 1984–1986 medlem af Miljøudvalget